# Camponotus simulans
Camponotus simulans är en myrart som beskrevs av Auguste-Henri Forel 1910. Camponotus simulans ingår i släktet hästmyror, och familjen myror. Inga underarter finns listade.